# 唐冶街道
唐冶街道，是中华人民共和国山東省济南市历城区下辖的一个乡镇级行政单位。

## 行政区划
唐冶街道下辖以下地区：
唐冶南村、唐冶西村、唐冶北村、程庄村、彭庄村、西枣园村、合二庄村、安家村、章灵一村、章灵二村、章灵三村、北官庄村、大官庄村、西邢村和东邢村。